# Группа Гессе
В математике группа Гессе — это конечная группа порядка 216, введённая Жорданом, который назвал её именем немецкого математика Людвига Отто Гессе. Группу можно представить как группу аффинных преобразований аффинной плоскости над полем из трёх элементов с определителем 1. Группа также действует на пучок Гессе эллиптических кривых и образует группу автоморфизмов конфигурации Гессе из 9 точек перегиба этих кривых и 12 прямых, проходящих через тройки этих точек.
Тройное покрытие этой группы является группой комплексных отражений порядка 648, 3[3]3[3]3 или , а произведение группы с группой порядка 2 является другой группой комплексных отражений, 3[3]3[4]2 или . Группа имеет нормальную подгруппу, являющуюся элементарной абелевой группой порядка 32, и факторгруппа по этой подгруппе изоморфна группе SL2(3) порядка 24.